# Vallecas

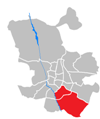
Lage von Vallecas in Madrid

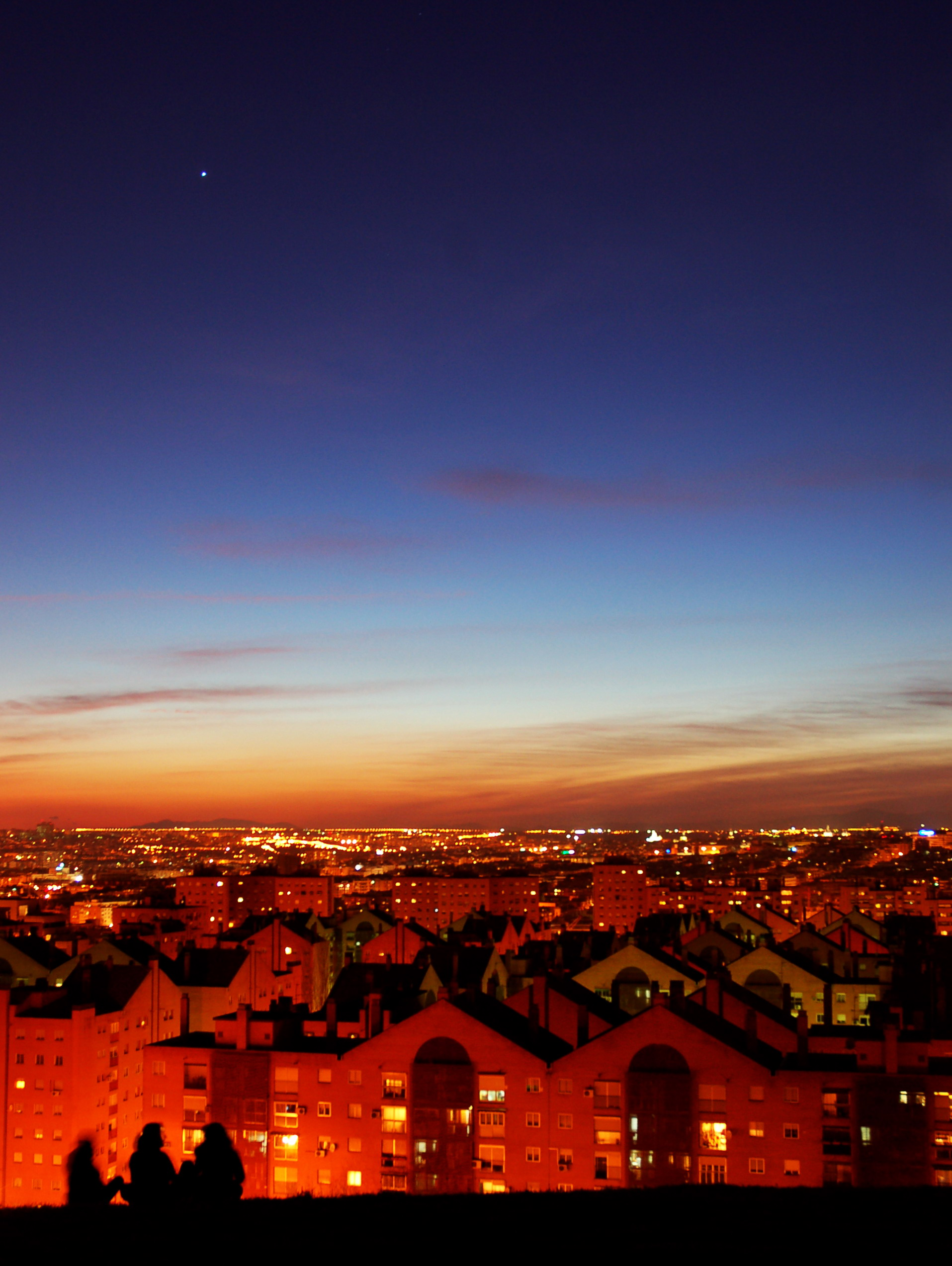
Blick auf Vallecas bei Sonnenuntergang

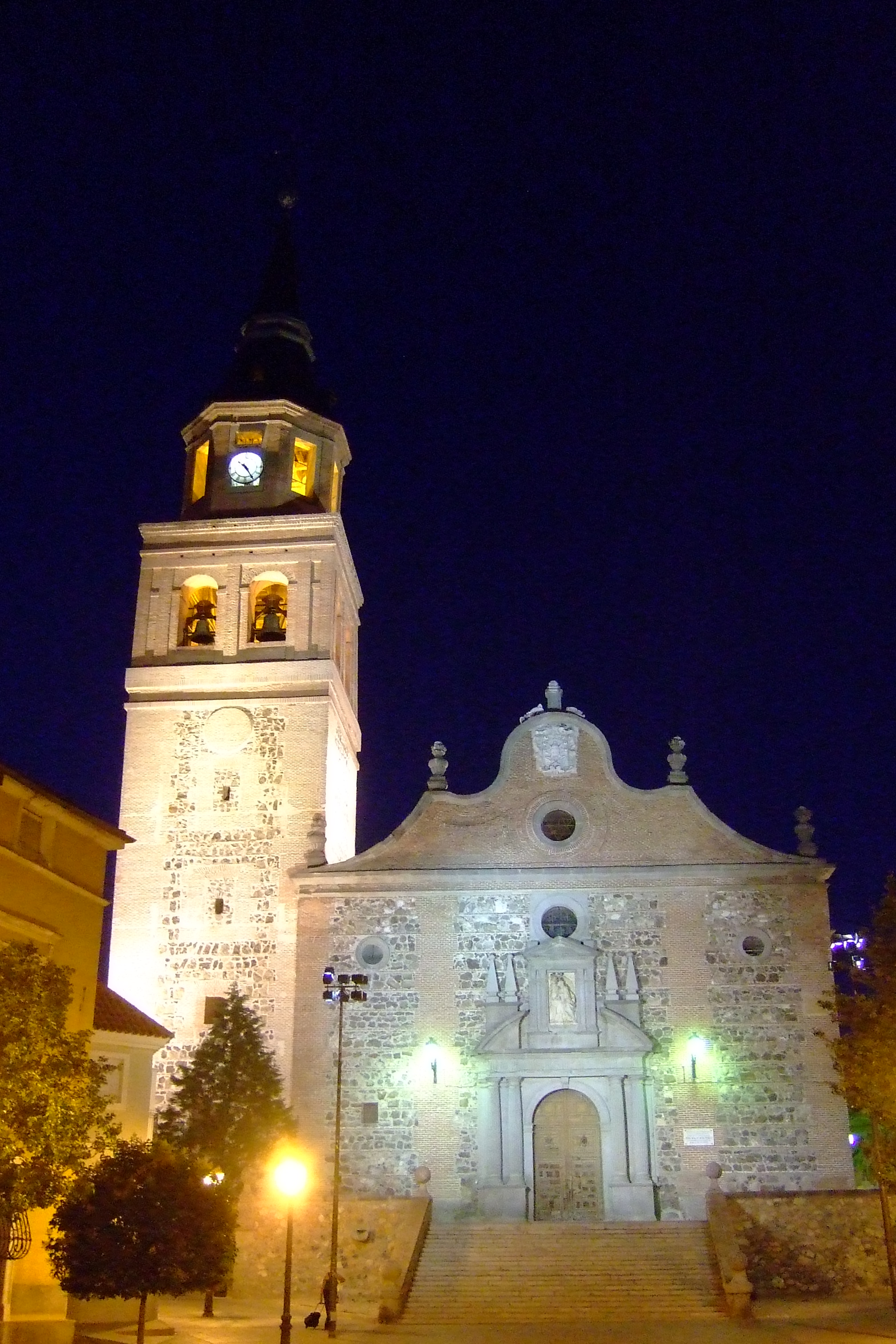
Kirche San Pedro ad vincula (Petri-Ketten-Kirche) – Vallecas, Madrid

Vallecas [baˈʎekas] ist ein Stadtteil im Südosten von Madrid. Bis zu seiner Eingemeindung im Jahr 1950 war Vallecas ein unabhängiges Dorf. Der Stadtteil teilt sich heute administrativ in die beiden Stadtbezirke Puente de Vallecas mit 228.803 Einwohnern und Villa de Vallecas mit 98.699 Einwohnern auf (Stand: 2014).

## Geographie
Vallecas liegt im Südosten Madrids und wird im Westen und Süden vom Manzanares, im Norden von der Autobahn M-30 und im Osten von der Autovía A-3 begrenzt.

## Geschichte
Vallecas wurde erstmals 1202 von Alfons VIII. erwähnt. Am 22. Dezember 1950 wurde Vallecas, das zu diesem Zeitpunkt 86.000 Einwohner auf 72,36 km² umfasste, nach Madrid eingemeindet.

## Sport
Der Fußballverein Rayo Vallecano, der seine Heimspiele im Campo de Fútbol de Vallecas austrägt, spielt in der Saison 2024/25 in der Primera División, der höchsten spanischen Spielklasse. 2000/01 stand der Verein im Viertelfinale des UEFA-Pokals.

## Kultur
Die Ska-Punk-Band Ska-P stammt aus Vallecas.

## Persönlichkeiten aus Vallecas
- Ismael Serrano (* 1974), Musiker
- Pablo Iglesias Turrión (* 1978), Politiker
- Sonia Bermúdez (* 1984), Fußballspielerin